# 음력 5월 16일
음력 5월 16일은 음력 5월의 16번째 날이다.

## 사건
- 2011년 - 인천광역시 교동도에서 해병대 민항기 오인 사격 사건 발생.

## 문화
- 1996년 - KBS위성 1TV와 KBS위성 2TV 개국.

## 탄생
- 1367년 - 조선 제 3대 국왕 태종 이방원.
- 1966년 - 대한민국 변호사 겸 대학 교수 김기수.
- 1974년 - 대한민국의 배우 김병철.
- 1981년 - 대한민국의 배우 조한선.
- 1991년
  - 대한민국의 전 가수 박민하.
  - 대한민국의 배우 이원근.

## 같이 보기
- 음력 360일: 1월 2월 3월 4월 5월 6월 7월 8월 9월 10월 11월 12월
- 전날:5월 15일 다음날:5월 17일 - 전달:4월 16일 다음달:6월 16일
- 양력:5월 16일
- 음력, 윤달